# Drei Geheimnisse von Fátima

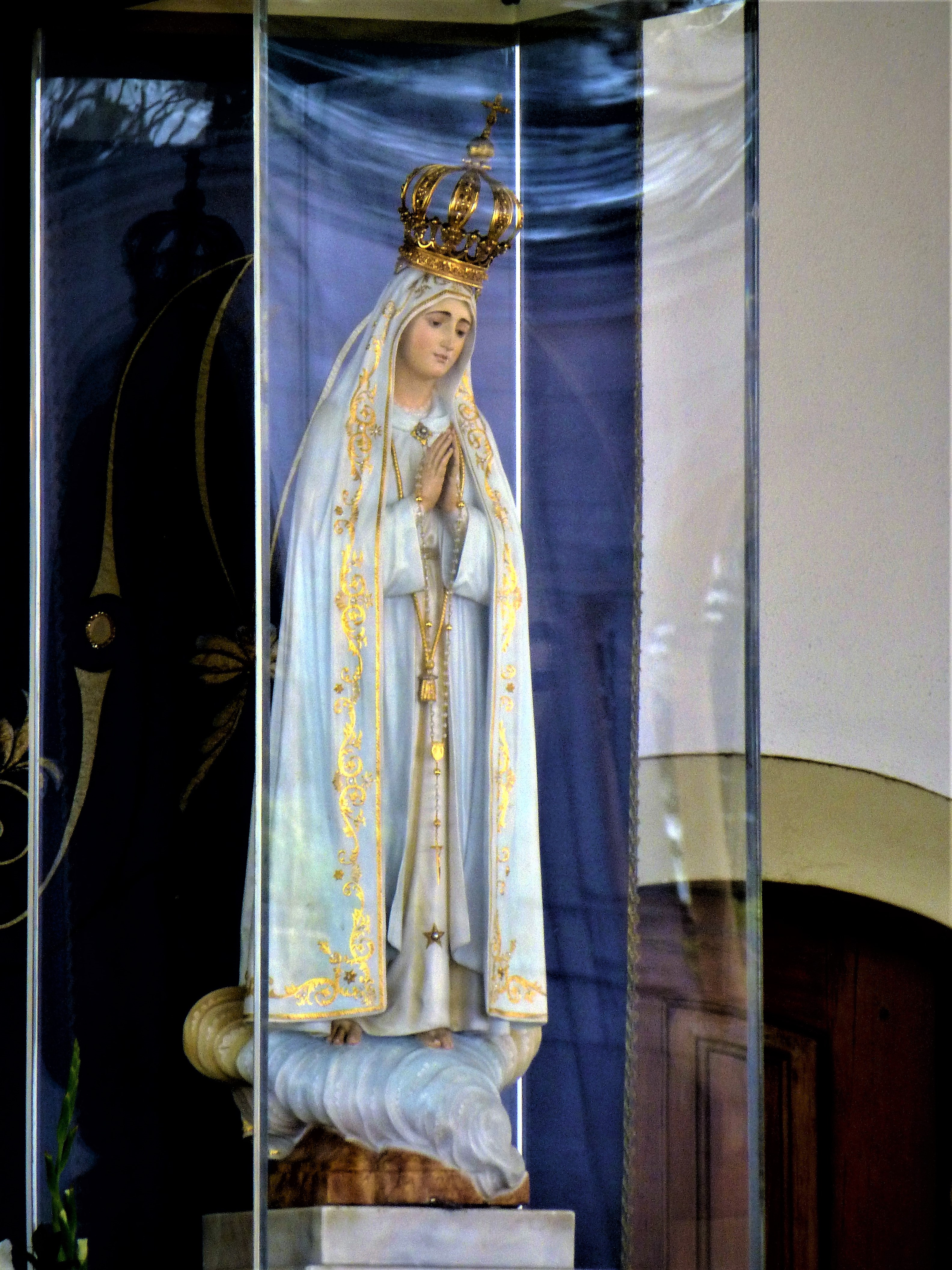
Unsere Liebe Frau von Fátima

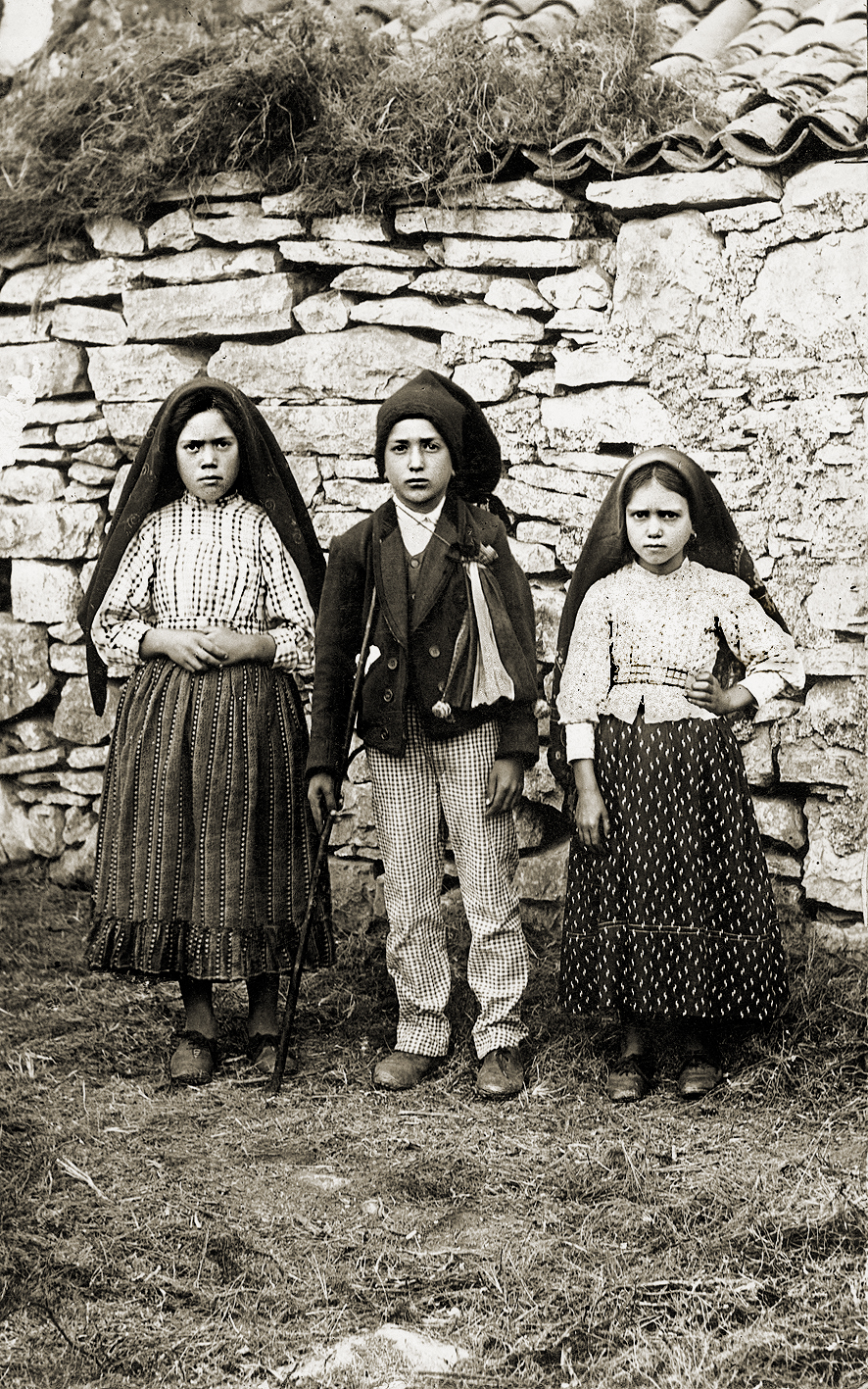
Die drei Hirtenkinder von Fátima: Lúcia, Francisco und Jacinta

Die drei Geheimnisse von Fátima sind Teile einer Botschaft, die die drei Hirtenkinder Lúcia dos Santos, Jacinta Marto und Francisco Marto am 13. Juli 1917 bei der dritten der sechs Marienerscheinungen in der Cova da Iria bei Fátima (Portugal) laut ihren Aussagen empfangen haben und 1917 nicht veröffentlichen durften.
1927 soll Lúcia in einer Botschaft des Himmels die Erlaubnis zur Offenbarung der ersten beiden Geheimnisse erhalten haben. Diese Niederschrift musste sie aber auf Anweisung ihres Seelsorgers wieder verbrennen. Am 31. August 1941 schrieb Lúcia nochmals die Geheimnisse auf und übergab den Text dem Bischof von Leiria. Beide Geheimnisse wurden am 13. Mai 1942 veröffentlicht.

## Das erste Geheimnis
„Unsere Liebe Frau zeigte uns ein großes Feuermeer, das in der Tiefe der Erde zu sein schien. Eingetaucht in dieses Feuer sahen wir die Teufel und die Seelen, als seien es durchsichtige schwarze oder braune, glühende Kohlen in menschlicher Gestalt. Sie trieben im Feuer dahin, emporgeworfen von den Flammen, die aus ihnen selber zusammen mit Rauchwolken hervorbrachen. Sie fielen nach allen Richtungen, wie Funken bei gewaltigen Bränden, ohne Schwere und Gleichgewicht, unter Schmerzensgeheul und Verzweiflungsschreien, die einen vor Entsetzen erbeben und erstarren ließen. Die Teufel waren gezeichnet durch eine schreckliche und grauenvolle Gestalt von scheußlichen, unbekannten Tieren, aber auch sie waren durchsichtig und schwarz.“

## Das zweite Geheimnis
„Ihr habt die Hölle gesehen, wohin die Seelen der armen Sünder kommen. Um sie zu retten, will Gott in der Welt die Andacht zu meinem unbefleckten Herzen begründen. Wenn man tut, was ich euch sage, werden viele Seelen gerettet werden, und es wird Friede sein. Der Krieg wird ein Ende nehmen. Wenn man aber nicht aufhört, Gott zu beleidigen, wird unter dem Pontifikat von Papst Pius XI. ein anderer, schlimmerer beginnen. Wenn ihr eine Nacht von einem unbekannten Licht erhellt seht, dann wisst, dass dies das große Zeichen ist, das Gott euch gibt, dass Er die Welt für ihre Missetaten durch Krieg, Hungersnot, Verfolgungen der Kirche und des Heiligen Vaters bestrafen wird. Um das zu verhüten, werde ich kommen, um die Weihe Russlands an mein unbeflecktes Herz und die Sühnekommunion an den ersten Samstagen des Monats zu verlangen. Wenn man auf meine Wünsche hört, wird Russland sich bekehren und es wird Friede sein. Wenn nicht, wird es seine Irrlehren über die Welt verbreiten, wird Kriege und Kirchenverfolgungen heraufbeschwören. Die Guten werden gemartert werden, der Heilige Vater wird viel zu leiden haben, verschiedene Nationen werden vernichtet werden, am Ende aber wird mein Unbeflecktes Herz triumphieren. Der Heilige Vater wird mir Russland weihen, das sich bekehren wird, und der Welt wird eine Zeit des Friedens geschenkt werden.“

Das zweite Geheimnis wird als Voraussage, dass der Erste Weltkrieg enden werde, zusammen mit der Vorhersage eines weiteren Krieges während des Pontifikats von Papst Pius XI., falls die Menschen fortfahren sollten, Gott zu beleidigen, und Russland sich nicht bekehren sollte, gedeutet.
Es gibt jedoch Skeptiker, die bezweifeln, dass es sich tatsächlich um eine Vorhersage von Ereignissen handelte. Sie wiesen darauf hin, dass die zweite Prophezeiung erst im August 1941 offengelegt wurde. Zu diesem Zeitpunkt hatte der Zweite Weltkrieg aber bereits begonnen. Es wäre demnach eine Vorhersage ex eventu, also keine eigentliche Vorhersage. Ähnliche Zweifel gibt es auch in Bezug auf die Aussage über Papst Pius XI. Der Papstname ist zwar bis zur Proklamation seines Namens nicht bekannt, jedoch wurde Pius XI. im Jahr 1922 zum Papst gewählt, also ebenfalls vor der Offenlegung im Jahr 1941. Außerdem starb Pius XI. bereits am 10. Februar 1939, also knapp sieben Monate vor Beginn des Zweiten Weltkriegs.

## Das dritte Geheimnis
„Nach den zwei Teilen, die ich schon dargestellt habe, haben wir links von Unserer Lieben Frau etwas oberhalb einen Engel gesehen, der ein Feuerschwert in der linken Hand hielt; es sprühte Funken und Flammen gingen von ihm aus, als sollten sie die Welt anzünden; doch die Flammen verloschen, als sie mit dem Glanz in Berührung kamen, den Unsere Liebe Frau von ihrer rechten Hand auf ihn ausströmte: den Engel, der mit der rechten Hand auf die Erde zeigte und mit lauter Stimme rief: Buße, Buße, Buße! Und wir sahen in einem ungeheuren Licht, das Gott ist: ‚etwas, das aussieht wie Personen in einem Spiegel, wenn sie davor vorübergehen‘ und einen in Weiß gekleideten Bischof – ‚wir hatten die Ahnung, dass es der Heilige Vater war‘. Wir sahen verschiedene andere Bischöfe, Priester, Ordensmänner und Ordensfrauen einen steilen Berg hinaufsteigen, auf dessen Gipfel sich ein großes Kreuz befand aus rohen Stämmen wie aus Korkeiche mit Rinde. Bevor er dort ankam, ging der Heilige Vater durch eine große Stadt, die halb zerstört war und halb zitternd mit wankendem Schritt, von Schmerz und Sorge gedrückt, betete er für die Seelen der Leichen, denen er auf seinem Weg begegnete. Am Berg angekommen, kniete er zu Füßen des großen Kreuzes nieder. Da wurde er von einer Gruppe von Soldaten getötet, die mit Feuerwaffen und Pfeilen auf ihn schossen. Genauso starben nach und nach die Bischöfe, Priester, Ordensleute und verschiedene weltliche Personen, Männer und Frauen unterschiedlicher Klassen und Positionen. Unter den beiden Armen des Kreuzes waren zwei Engel, ein jeder hatte ein Aspergill aus Kristall in der Hand. Darin sammelten sie das Blut der Märtyrer auf und tränkten damit die Seelen, die sich Gott näherten.“

Lúcia schrieb das dritte Geheimnis am 3. Januar 1944 auf. Es wurde dem Bischof von Leiria in einem versiegelten Umschlag übergeben. Die Niederschrift der Geheimnisse kommentierte Lúcia mit den Worten: „Bewusst werde ich nichts auslassen. Möglicherweise vergesse ich manche Einzelheiten, die aber nicht wichtig sind.“ Am 4. April 1957 kam der Umschlag in das Vatikanische Geheimarchiv. Lúcia hatte außen auf den Umschlag geschrieben, dass er nicht vor 1960 geöffnet werden dürfe. Aber erst am 26. Juni 2000 wurde der Inhalt von Joseph Kardinal Ratzinger in seiner Funktion als Präfekt der Glaubenskongregation und Erzbischof Tarcisio Bertone, dem Sekretär der Kongregation, bekanntgemacht.
Der vormalige Kardinalpräfekt der Kongregation, Franjo Šeper, hatte am 18. Juli 1981 im dritten Geheimnis einen Hinweis auf jenes Attentat auf Papst Johannes Paul II. gesehen, das Mehmet Ali Ağca zwei Monate zuvor am 64. Jahrestag der ersten Marienerscheinung in Fátima, dem 13. Mai 1981 verübt hatte.
Bis zu seiner Veröffentlichung rankten sich um das dritte Geheimnis zahlreiche Spekulationen. So wurde unter anderem angenommen, es würde einen Dritten Weltkrieg oder einen Atomkrieg vorhersagen.